# سپتزانو پیکولو
سپتزانو پیکولو (به ایتالیایی: Spezzano Piccolo) یک کومونه در ایتالیا است که در استان کزنتزا واقع شده‌است. سپتزانو پیکولو ۴۸ کیلومتر مربع مساحت و ۲٬۰۳۰ نفر جمعیت دارد و ۷۰۰ متر بالاتر از سطح دریا واقع شده‌است.